# Jim Ratcliffe
James Arthur "Jim" Ratcliffe, född 18 november 1952, är en brittisk företagsledare som är grundare, majoritetsägare (60%) och styrelseordförande för den globala kemijätten Ineos. Innan dess hade han arbetat inom Exxon Chemicals, Courtaulds, Advent International samt delgrundat och lett Inspec.
Den amerikanska ekonomitidskriften Forbes rankade Ratcliffe som världens 114:e rikaste med en förmögenhet på 16,3 miljarder amerikanska dollar den 11 juni 2024.
Han avlade en kandidatexamen i kemiteknik vid University of Birmingham och en master of business administration vid London Business School.
Ratcliffe äger motoryachterna Hampshire I, Hampshire II och Sherpa. I början av 2018 blev det offentligt att han och Ineos skulle, tillsammans med den professionella seglaren Ben Ainslie, grunda seglarlaget Ineos Team UK och ska deltaga i 2021 års America's Cup. Ratcliffe och Ineos ska investera 110 miljoner brittiska pund i projektet, det är den största brittiska satsningen i America's Cups historia. Mellan 2010 och 2016 bodde Ratcliffe i Schweiz och i augusti 2018 meddelade Ratcliffe att han hade för avsikt att flytta till Monaco av skattetekniska skäl., han är dock en av de större anhängarna till Brexit. Två år senare flyttade han officiellt till Monaco.
Den 9 juni 2018 blev Ratcliffe dubbad till Knight av den brittiska drottningen Elizabeth II.